# Черноусов, Юрий Васильевич
Юрий Васи́льевич Черноусо́в (род. 12 июля 1978, Придонской, Воронеж) — российский общественно-политический и государственный деятель, бывший руководитель Внутригородского муниципального образования Строгино города Москвы (2017–2019), а также и.о. главы города Димитровград Ульяновской области (2019).

## Биография
Родился в семье военнослужащего, отчего семья часто переезжала c места на место, проживала даже на Крайнем Севере. Впрочем, среднюю школу Юрий окончил в районе Строгино города Москвы.
Высшее образование получил в Российском государственном социальном университете (2001 год) по специальности социальный педагог, педагог-психолог, а также во Владимирском государственном университете (2018 год) по специальности юрист.
Начало общественной деятельности относится к 1993 году, когда Юрий стал помощником депутата Московской городской Думы Е.Б. Балашова и включился в волонтёрскую работу с подростками группы социального риска. В 1995 году принят на работу в РОО "Молодёжная организация «Проспект Мира», а в 1997 году возглавил эту организацию. С начала 2000-х гг. возглавлял ряд муниципальных учреждений и общественных организаций.
Общественную работу продолжил в 1999 году, когда в первый раз был избран депутатом района Строгино города Москвы. Четырежды переизбирался на этом посту. В этот период создал Всероссийское общероссийское движение «Я люблю Россию», по инициативе которого была проведена резонансная акция по борьбе с игорным бизнесом.
Летом 2010 года появился в телевизионных экранах в связи тем, что выловил в Москве-реке невиданных до того в ней тропических медуз. Это необычное событие обошло немало новостных программ.
В 2017–2019 годах возглавлял Внутригородское муниципальное образование Строгино города Москвы.
В 2019 году несколько месяцев возглавлял Администрацию города Димитровград Ульяновской области, будучи выдвинут на этот пост и поддерживаемый корпорацией «Росатом» и КПРФ. Ради новой должности приостановил своё членство в «Единой России». В прессе отмечается, что Черноусова поддержали лично лидер КПРФ Г.А. Зюганов и гендиректор ГК «Росатом» А.Е. Лихачёв. От него ожидалось, что он вытянет город из затяжного кризиса безвластья. Впрочем, в скором времени он уступил в борьбе за пост мэра Димитровграда Б.С. Павленко, коммунисту из Хакасии. Местные журналисты пишут, что Черноусов искренне хотел изменить ситуацию в городе, разобраться с финансовыми проблемами, но был отстранён в итоге закулисных интриг.
Ю.В. Черноусову посвящена песня группы Бобры «Юра едет в ЮАР».